# 安田和博
安田 和博（やすだ かずひろ、1967年11月17日 - ）は、日本のお笑い芸人。

## 略歴
郵便局で2年間内勤勤務した後、劇団七曜日を経て芸能界入り。
1988年、ノッチ（佐藤望）と「デンジャラス」を結成。ノッチの方が年上のため、現在も「ノッチさん」とさん付けで呼ぶ。90年代半ばごろに「ボキャブラ天国」シリーズへの出演したことをきっかけに、出るようになる。
2000年代には、ノッチが第44代アメリカ合衆国大統領・バラク・オバマの物真似で再ブレイクすることとなる。その場合、安田はサングラスを着用したシークレットサービスのコスプレをする。
2012年1月17日に結婚。mixiのコミュニティで知り合った19歳年下の一般女性と結婚し、三児の父親である。
2020年、脳腫瘍（髄膜腫）摘出の手術を受けた。

## 人物
趣味は競馬・麻雀・ギター。喫煙者であったが、禁煙を行った。
事務所の先輩であるダチョウ倶楽部に頼まれてネタを作ったことがある。
上島竜兵主宰の飲み会「竜兵会」の主力メンバー。上島の著書のゴーストライターや、番組「竜兵会」（GyaO）の構成を務める。また、最近は「上島のブレーン」として上島が言いたいことを本人よりも上手く伝えたり、トークですべった時に横でフォローする役目を担い、上島からは「俺の座付き作家」として呼んでおいたりしている。

## 主な出演番組

### テレビ
- 有吉ベース（2016年1月12日 - 、フジテレビONE）
- KEN-JIN
- たかじんONEMAN
- ミスターほうれん草！(TBS)
- アリケン（テレビ東京）
- THE夜もヒッパレ（日本テレビ）
- ラジカルモンスター
- トラックマン対抗!競馬新聞No.1決定戦（MONDO21、2009年11月 - 2010年6月?）
- イチオシ大予想TV「馬キュン!」（BSフジ、2013年2月9日 - ）準レギュラー
- くりぃむナンチャラ（テレビ朝日）
- くりぃむしちゅー特番　芸能界最強！お笑いマニア王決定戦（テレビ朝日）
- 内村さまぁ〜ず - 今こそ上島竜兵という男について真剣に考える安田達！（2009年10月15日 - 2009年10月31日、内さま.com）
- 競馬場の達人（グリーンチャンネル）
- 今田耕司プレゼンツ 鶴瓶vs未知数芸人 俺の相方誰やねん!?スペシャル（2012年1月2日、関西テレビ）
- ちょいとマスカット!（テレビ東京）
- クイズ 100人力（2014年12月30日、NHK総合）
- イチオシ大予想TV「馬キュン!」（BSフジ）
- 爆笑問題&霜降り明星のシンパイ賞!!（2020年11月15日、テレビ朝日）
- 今日から友達になれますか?（2019年10月28日、フジテレビ）
- モンスト1000万個オーブ山分け! 土田ヒカキン軍団VSダチョウ倶楽部!（2018年1月27日、AbemaTV）
- おーい!ひろいき村（フジテレビ）

### ラジオ
- 有吉弘行のSUNDAY NIGHT DREAMER
- 安田のホウレンソウ（2024年1月7日）、JFN系列
- らじおの王様
- オールナイトニッポンGOLD（2014年4月18日、ニッポン放送）

### 映画
- ピューと吹く!ジャガー（2008年1月22日公開）
- TEAM NACS FILMS「N43°」（2009年2月21日公開）
- 鈍色ショコラヴィレ ビエンナーレ（2024年2月16日公開） - 浜崎洋平 役[5][6]

### OVA
- 工業哀歌バレーボーイズ（1992年、徳間ジャパンコミュニケーションズ） - 赤木達の同級生役

## 放送作家としての担当番組
- 有吉ベース
- 有吉の夏休み
- ダチョ・リブレ